# マルシェア
『マルシェア』とは静岡第一テレビにて2017年4月3日から2018年3月30日まで放送されていた月 - 金曜昼前の生放送情報番組である。

## 概要
2017年4月3日に同年3月31日まで放送されていた『あいチャン!!』の実質的な後継番組として開始。これまで日本テレビ制作の『スッキリ!!』（2017年10月2日以降の番組名は『スッキリ』）は第1部（8:00 - 9:30）のみの放送となっていたが、2017年4月3日から『スッキリ!!』の第2部（9:30 - 10:25）の番販ネット開始のため、本番組は10:25 - 10:55での放送となっている。但し、『スッキリ!!』の第2部の天気コーナーは全国天気も含め一切ネットせず、本番組のスタジオを利用してのローカル天気予報に差し替えていた（CM前のコーナー告知はそのまま放送）。ただ、年末年始特別編成のため本番組が休止となった2017年12月25日 - 28日、2018年1月4・5日には『スッキリ』第2部の天気コーナーを関東の天気も含めそのままネットした（但し、静岡県の予報は表示されていない）。
本番組本編終了後の10:55 - 11:00には『マルシェアNEXT（金曜はシェアセレクト+）』と言うおまけ番組が放送されており、月 - 木曜は本番組のアシスタントMC（詳細は後述）がおすすめ番組をナビゲートし、金曜は各企業からの情報を紹介するインフォマーシャル番組となっている。
番組は2018年3月30日の放送分を以って終了、2018年4月2日からは『スッキリ』の第2部の天気コーナーの差し替えが廃止され、関東ローカル天気も差し替え無しでそのままネットしている。

## 出演者
特記以外は出演時点で静岡第一テレビアナウンサー。
| 月曜                                     | 火曜       | 水曜       | 木曜     | 金曜     |
| メインMC                                 | メインMC   | メインMC   | メインMC | メインMC |
| ---------------------------------------- | ---------- | ---------- | -------- | -------- |
| 伊藤薫平                                 | 伊藤薫平   | 秋元啓二   | 秋元啓二 | 柴田将平 |
| アシスタントMC                           |            |            |          |          |
| 杉岡沙絵子                               | 鳥越佳那   | 垣内麻里亜 | 臼井佑奈 | 山田桃子 |
| VTR出演                                  |            |            |          |          |
| 小野澤玲奈                               | 小野澤玲奈 | （不在）   | （不在） | （不在） |
| ニュース                                 |            |            |          |          |
| 永見佳織                                 |            |            |          |          |
| 天気予報                                 |            |            |          |          |
| 手塚悠介（ウェザーマップ所属気象予報士） |            |            |          |          |

## 放送時間
- 2017年4月3日 - ： 月 - 金曜日010:25 - 10:55（日本時間、30分）